# Liste der Naturdenkmäler in Welsberg-Taisten
Die Liste der Naturdenkmäler in Welsberg-Taisten (italienisch Monguelfo-Tesido) enthält die acht als Naturdenkmal ausgewiesenen Objekte auf dem Gebiet der Gemeinde Welsberg-Taisten in Südtirol.
Basis ist das im Internet einsehbare offizielle Verzeichnis der Naturdenkmäler in Südtirol (Stand: 23. Januar 2015). Dabei kann es sich um botanische, geologische oder hydrologische Naturdenkmäler handeln. Die Reihenfolge in dieser Liste orientiert sich an der ID, alternativ ist sie auch nach dem Namen sortierbar.

## Liste
| Foto |                 | Name                                      | Standort                    | Beschreibung |
| ---- | --------------- | ----------------------------------------- | --------------------------- | --- |
| BW   | Datei hochladen | eine Linde in Welsberg ID: 113_G01        | 46° 45′ 25″ N, 12° 6′ 13″ O | Botanisches Naturdenkmal: Die Krone der Linde ist stark verzweigt. Der Stamm weist keine Wuchsunregelmäßigkeiten auf. |
| BW   | Datei hochladen | Erdpyramiden Rudlgraben ID: 113_G02       | 46° 47′ 9″ N, 12° 8′ 2″ O   | Geologisches Naturdenkmal: Nur vereinzelt trifft man auf klassische Erdpyramiden; Racheln und „Ruinenstädte“ mit mächtigen Pfeilern herrschen vor. |
| BW   | Datei hochladen | Erdpyramiden Mahrbach ID: 113_G03         | 46° 46′ 17″ N, 12° 8′ 52″ O | Geologisches Naturdenkmal: Die Decksteine sind vorwiegend abgerundet, besitzen also eine für die Erdpyramidenbildung ungünstige Form. Es herrschen daher senkrechte Racheln vor.                                                                       |
| BW   | Datei hochladen | eine Zirbe in Welsberg ID: 113_G04        | 46° 45′ 27″ N, 12° 6′ 23″ O | Botanisches Naturdenkmal: Die Krone und das Wurzelsystem der Zirbe haben sich uneingeengt entwickelt. |
| BW   | Datei hochladen | Bartlerweiher ID: 113_G05                 | 46° 45′ 0″ N, 12° 6′ 56″ O  | Hydrologisches Naturdenkmal: Der Bartlerweiher ist ein kleiner Feucht- und Wasserlebensraum im Talgrund. Er wird von einem kleinen Bachlauf gespeist und ist über einen Wassergraben mit der nahen Rienz verbunden.                                    |
| BW   | Datei hochladen | Talackermoos ID: 113_G06                  | 46° 46′ 4″ N, 12° 7′ 19″ O  | Hydrologisches Naturdenkmal: Beim Talackermoos handelt es sich um ein Feuchtgebiet in den tiefen Lagen. Der wertvolle Naturlebensraum ist mit Seggen, mit eingestreuten Weidenbüschen und Birken sowie einigen weiteren Baumarten bewachsen.           |
| BW   | Datei hochladen | Kempermoos ID: 113_G07                    | 46° 44′ 51″ N, 12° 6′ 30″ O | Hydrologisches Naturdenkmal: Das Kempermoos befindet sich am Hangfuß am Rande der Außerwiesen. Kleine, mit Großseggen bewachsene Feuchtflächen wechseln sich ab mit Erlengruppen. Im unteren Bereich befindet sich ein schöner Türkenbundlilienbestand |
| BW   | Datei hochladen | eine Linde in den Außerwiesen ID: 113_G08 | 46° 44′ 39″ N, 12° 7′ 2″ O  | Botanisches Naturdenkmal: Eine freistehende Linde. |

| Foto: | Fotografie des Naturdenkmals. Klicken des Fotos erzeugt eine vergrößerte Ansicht. Daneben finden sich zwei Symbole: |
| ID    | Identifikator bei der Abteilung Natur, Landschaft und Raumentwicklung der Südtiroler Landesverwaltung               |